# Johan S. Kinberg
Johan Stefan Kinberg, ofta skrivet Johan S. Kinberg, född 1 september 1943 i Oscars församling, Stockholm, död 10 september 2009 i Katarina församling, Stockholm, var en svensk ingenjör, råvaruanalytiker och näringslivsperson.
Johan S. Kinberg tillhörde släkten Kinberg från Västergötland. Han var son till direktören Hilding Kinberg och Märta Svensson (omgift Berglund) samt sonsons son till professor Hjalmar Kinberg.
Utbildad merkantil ingenjör började han sin karriär hos Svenska Esso för att via Sweda kemi och Interfond så småningom bli råvarumäklare åt Merrill Lynch under åtta års tid. Återkommen till Sverige grundade han Råvarumäklarna RM AB som senare köptes upp av Investor- och Axel Johnsson-sfärerna. Han gick sedan över till Svenska Metall-Börsen där han satt som ordförande under många år parallellt med styrelseuppdrag i flera olika råvarubolag. Han var vidare med och grundade PA Resources.
Han var redaktör för månadsskriften Råvarujournalen samt styrelseordförande i Train To Trade systems (3TS).
Johan S. Kinberg gifte sig 1969 med kemiingenjören Sarah Lundgren (född 1944), och fick dottern Anna Kinberg Batra (född 1970) och Anders Kinberg (född 1971), som båda är civilekonomer.
Han avled i cancer och är begravd i Kinbergska familjegraven på Norra begravningsplatsen utanför Stockholm.